# 越村俊一
越村 俊一（こしむら しゅんいち、1972年 - ）は、日本の工学者。東北大学教授を歴任。

## 概要
東北大学工学部土木工学科卒業、東北大学大学院工学研究科博士後期課程修了、博士（工学）。2000年から日本学術振興会特別研究員となり、東京大学地震研究所、アメリカ海洋大気庁(NOAA) Pacific Marine Environmental Laboratory (PMEL) で勤務する。2005年東北大学大学院工学研究科助教授に就任、2007年に准教授に配置換。2012年東北大学災害科学国際研究所教授に就任、2018年東北大学発スタートアップ株式会社RTi-castを設立し、ファウンダー、CTOに就任。
東北大学災害科学国際研究所では中心となって「リアルタイム津波浸水・被害予測システム」を開発。これによって地震発生から15～30分で地域ごとの津波被害を予想できるようになった。内閣府は南海トラフ地震に備えてこのシステムを採用し、2018年4月から本格的に運用している。このシステムは第1回日本オープンイノベーション大賞「総務大臣賞」を受賞。
株式会社RTi-castは、2024年3月に民間事業者として初となる気象業務法に基づく津波予報業務許可を取得した。

## 経歴
1995年東北大学工学部土木工学科卒、1997年東北大学大学院工学研究科博士課程前期修了、2000年東北大学大学院工学研究科博士課程後期修了（博士（工学））。
- 1998年4月 - 2000年3月　日本学術振興会特別研究員(DC2)
- 2000年4月 - 2002年3月　日本学術振興会特別研究員(PD)　この間、東京大学地震研究所、米国海洋大気庁で津波研究に取り組む。
- 2002年4月 - 2005年4月　阪神淡路大震災記念 人と防災未来センター 専任研究員
- 2005年5月 - 2012年3月　東北大学工学部災害制御研究センター 助教授（2007年4月に准教授に配置換）
- 2012年4月 - 現在　東北大学災害科学国際研究所 教授
- 2023年4月 - 現在　東北大学災害科学国際研究所 副研究所長
- 2018年3月 - 現在　株式会社RTi-cast CTO

## 主な受賞歴
- 2000年　土木学会Coastal Engineering Journal Award
- 2002年　Mohammed El–Sabh Award of 2002
- 2004年　国土技術開発賞最優秀賞　GPS津波計の開発[6]
- 2006年　土木学会海岸工学論文賞[7]
- 2010年　土木学会論文賞[8]
- 2012年　第14回日本水大賞国際貢献賞　津波減災のための数値解析技術の世界展開[9]
- 2018年　科学技術分野の文部科学大臣表彰 科学技術賞(開発部門)[10]
- 2019年　第1回日本オープンイノベーション大賞 総務大臣賞[11]
- 2021年　JST大学発ベンチャー表彰特別賞
- 2021年　第20回ドコモ・モバイル・サイエンス賞　先端技術部門優秀賞[12]
- 2022年　第71回河北文化賞[13]
- 2024年　土木学会海岸工学論文賞[14]

## 著書
共編著
- 津波の事典（首藤伸夫、佐竹健治、今村文彦、松冨英夫、越村俊一）朝倉書店 2007
- 津波から生き残る: その時までに知ってほしいこと（土木学会津波研究小委員会）土木学会 2009